# Fouling (Kühlwasser)

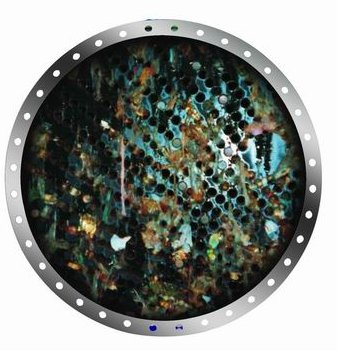
Wärmetauscher in einem Dampfkraftwerk verschmutzt durch Makrofouling

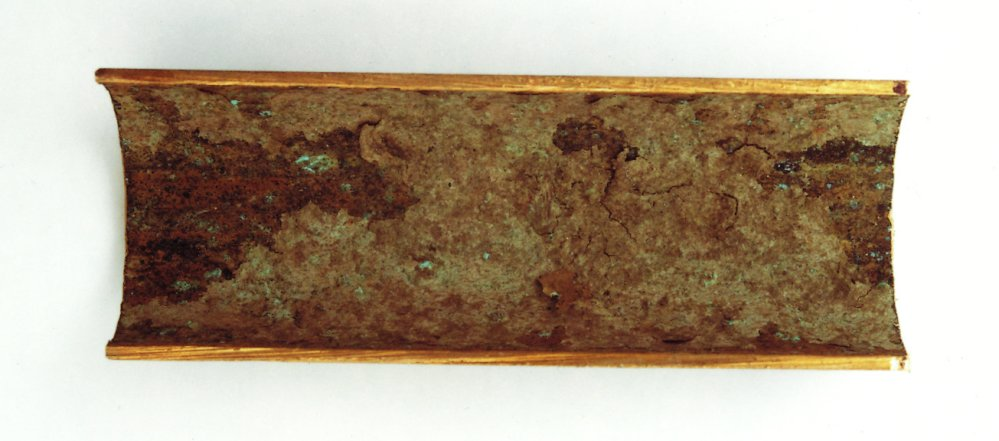
Kondensatorrohr mit Resten von Biofouling (aufgeschnitten)

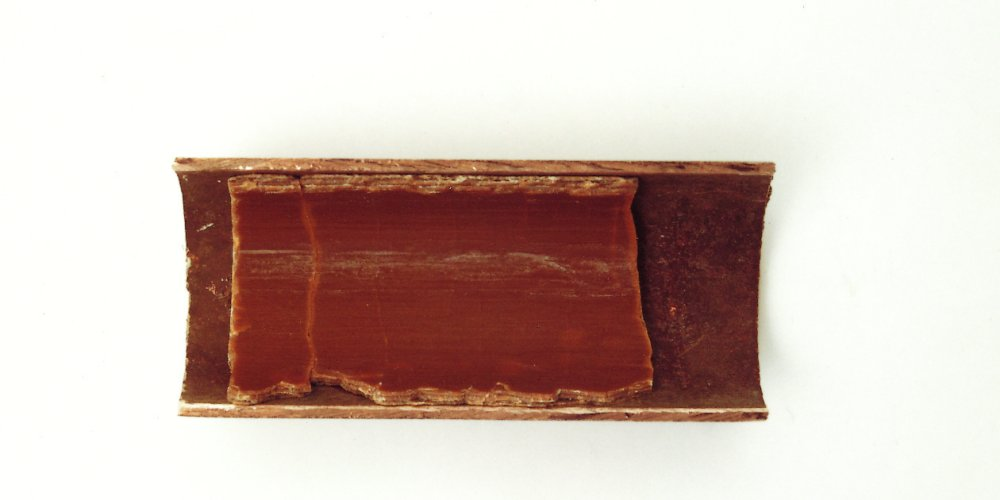
Kondensatorrohr mit einer Schicht aus Calciumcarbonat (aufgeschnitten)

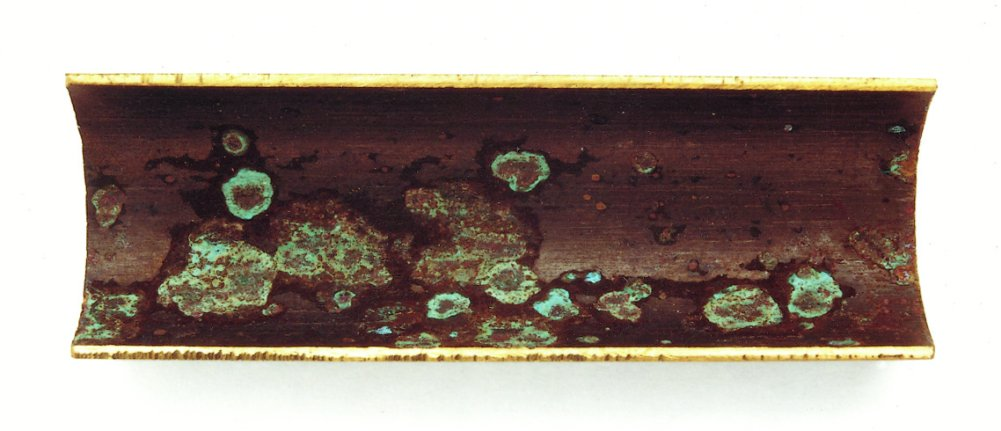
Messingrohr mit Korrosionspuren (aufgeschnitten)

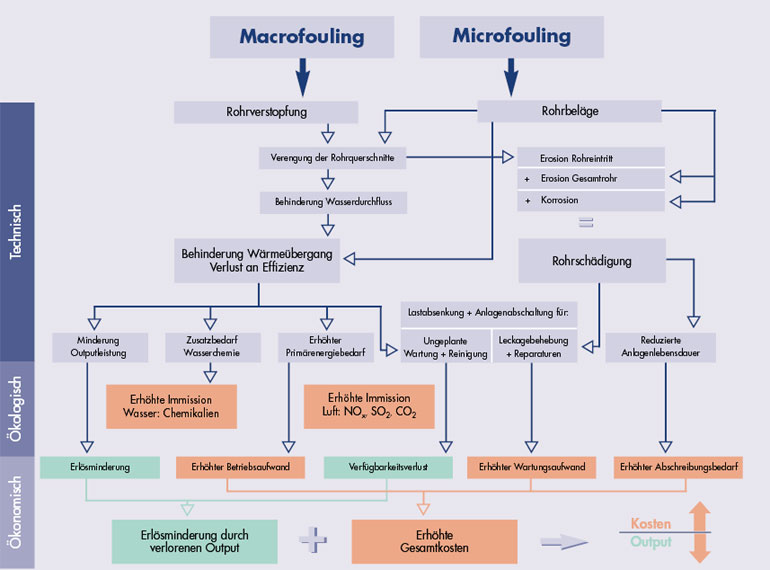
Kostenzusammenhänge zwischen den einzelnen Formen des Foulings

Unter Fouling (engl. Verschmutzung, Bewuchs) versteht man die Verschmutzung von wärmeübertragenden Anlagenteilen durch Inhaltsstoffe des benutzten Kühlwassers. In der Kühltechnik und auch anderen technischen Bereichen unterscheidet man zunächst grob nach Mikro- und Makrofouling. 

## Makrofouling
Makrofouling wird verursacht durch grobteilige Stoffe biologischen Ursprungs oder industriell erzeugte Abfälle. Diese Stoffe werden durch die Kühlwasserpumpen von den Kühlwasserquellen wie dem offenen Meer, Flüssen, Seen und Grundwasser in den Kühlwasserkreislauf eingetragen. Auch bei geschlossenen Systemen in Kühltürmen ist der Eintrag durch offene Kanäle oder durch den Wind in die Kühlturmtassen möglich. Bei Kühltürmen lösen sich manchmal Teile der Einbauten und gelangen so in den Kühlkreislauf. Alle diese Stoffe verunreinigen die wärmeübertragenden Flächen der Kühler und Wärmeübertrager und verschlechtern ihren zugehörigen Wärmedurchgangskoeffizienten.
- Vom Menschen produzierte Abfälle
- Einbauten von Kühltürmen
- Algen
- Muscheln
- Polypen
- Blätter, Pflanzenteile bis hin zum Baumstamm

## Mikrofouling
Beim Mikrofouling unterscheidet man zwischen den Vorgängen:
- Biologisches Fouling wie Bakterienansiedlung und Algenansiedlungen
- Sedimentation von Sand und Schlamm
- Scaling als ein Auskristallisieren von schwerlöslichen Salzen:
  - Calciumhydrogencarbonat
  - Calciumsulfat
  - Silicaten
  - Magnesiumhydroxid

Durch Verdampfung und Entgasung kann sich die Konzentration von Salzen über den Sättigungspunkt bewegen und damit zu einer Ausflockung von Salzkristallen führen. Für das Gleichgewicht zwischen dem immer im Wasser vorhandenen gut löslichen Calciumhydrogencarbonat und dem unlöslichen Calciumcarbonat lautet die Formel: 
{\displaystyle \mathrm {Ca^{2+}+2\ HCO_{3}^{-}\leftrightharpoons \ CaCO_{3}\downarrow +CO_{2}\uparrow +H_{2}O} }
Das bei dieser Reaktion entstandene Calciumcarbonat schlägt sich in den Rohren nieder. Auf Grund der Temperaturabhängigkeit der Reaktion sind die Ablagerungen am Austritt höher als am Eintritt.

### Chemische Reaktionen
Diese können auftreten auf Grund des Kontaktes mit der wärmeren Oberfläche des Kondensatorrohres. In diesen Fällen wirkt die metallische Oberfläche manchmal als Katalysator. Die meisten dieser Reaktionen sind Korrosion und Polymerisationen. Dies kommt bei Kühlwasser für die Chemische Industrie vor, das mit einem geringen Gehalt an Kohlenwasserstoffen verunreinigt ist. Höhere Rohrwandtemperaturen können zu Verkokungen führen.

## Wirtschaftliche Bedeutung
Fouling verursacht erhebliche Kosten. Diese Kosten entstehen zunächst durch Korrosionsschäden und verschlechterten Wärmedurchgang. Weiterhin sind aber auch die ökologischen Kosten auf Grund des notwendigen Einsatzes von Bioziden zur Verhinderung des Biofouling oder des erhöhten Brennstoffeinsatzes zur Kompensation der durch Fouling verursachten Minderleistung zu sehen.
So verursacht bereits gewöhnliches Fouling bei einem konventionell gefeuerten 500 MW Kraftwerksblock Leistungsverluste der Dampfturbine in Höhe von 5 MW und mehr, in einem 1300 MW Kernkraftwerk erreichen die Verluste durchaus 20 MW. In der Meerwasserentsalzung reduziert Fouling die Gained Output Ratio um hohe zweistellige Prozentsätze (Die Gained Output Ratio ist eine Verhältniszahl, die die Masse des erzeugten Destillates zu der Masse des im Prozess eingesetzten Dampfes in Relation setzt). Mehrverbräuche an elektrischer Leistung in kompressorbetriebenen Kältemaschinen bewegen sich ebenfalls häufig im zweistelligen Prozentbereich.
Neben den Betriebskosten steigen auch die Investitionskosten, da die Wärmetauscher größer ausgelegt werden müssen, um den durch das Fouling verursachten schlechteren Wärmedurchgang zu kompensieren.

## Bekämpfung
Der sinnvollste Weg zur Bekämpfung von Fouling ist es die foulingverursachenden Stoffe nicht in den Kühlwasserkreislauf gelangen zu lassen. In Dampfkraftwerken und anderen großindustriellen Einrichtungen zur Wassernutzung wird Makrofouling durch Vorfiltration und Kühlwasserfilter verhindert. Bei Mikrofouling ist eine Filtration nur mit sehr aufwendigen Verfahren der Wasseraufbereitung oder Membrantechnologie möglich. Aus diesem Grund empfehlen sich chemische oder mechanische Reinigungsverfahren zur Belagentfernung. Diese Verfahren sind das Beizen mit Säure oder die Kugelumlaufreinigung mit Schwammgummikugeln. Während das Beizen durch die Bereitstellung, Anwendung und Lagerung der Säure Umweltprobleme erzeugt, ist die mechanische Kugelumlaufreinigung heute ein anerkanntes Verfahren. Eine weitere Option ist die Behandlung mit Vollmetallkatalysatoren. Sie ziehen freie Keime im Wasser mittels elektrostatischer Aufladungen an und zersetzen sie. Durch die Zerlegung werden umweltverträgliche Biotenside erzeugt, die eine Ablösung und damit ein Absterben von Biofilmen bewirken.
Die bislang oftmals eingesetzten Biozide lassen sich in vier Gruppen einteilen: Anorganische Chlor- und Bromverbindungen, Chlor- und Bromabspalter, Ozon und Sauerstoffabspalter sowie nichtoxidative Biozide. Eines der wichtigsten nichtoxidativen Biozide besteht aus einer Mischung aus Chlormethylisothiazolinon und Methylisothiazolinon. Häufig eingesetzt werden ebenfalls Dibromnitrilopropionamid und quartäre Ammoniumverbindungen.